# 男女玩過𠝹
《男女玩過𠝹》（英語：The Rules of Attraction）是一部2002年上映的黑色喜剧剧情片，由罗杰·艾弗瑞（Roger Avary）编剧并执导，改编自布莱特·伊斯顿·埃利斯于1987年出版的同名小说。故事讲述三位卡姆登学院的学生卷入一段错综复杂的三角恋关系：一名毒贩、一位处女，以及一位双性恋的同学。主演有詹姆士·范德比克、香农·索萨蒙（Shannyn Sossamon）、伊恩·桑莫哈德、謝茜嘉·比爾、凱特·博斯沃斯、基普·帕杜和乔尔·迈克利（Joel Michaely）。
《男女玩過𠝹》于2002年10月11日上映。首周末票房为253万美元，全球总票房为1182万美元，而影片预算为400万美元。尽管该片在上映初期收获了褒贬不一的评论，但后来逐渐被视为一部邪典经典影片。

## 剧情
故事设定在虚构的新罕布什尔州卡姆登学院。影片以一场名为“世界末日”的派对开场，学生劳伦·海恩德、保罗·登顿和肖恩·贝特曼分别用冷漠的内心独白讲述着自己的生活，在派对中短暂地彼此对视。劳伦原本是处女，她带一名电影系学生上楼准备发生性关系，却因醉酒昏迷，醒来时发现自己正被一名校外人强奸，而那名电影学生则在一旁拍摄。她回忆起原本打算将第一次献给维克多——如今已经分手的男友。与此同时，双性恋的保罗尝试与一名橄榄球员发生性关系，但对方深藏性取向，被挑逗后暴力反击他。肖恩则浑身伤痕，独自喝下一整瓶杰克丹尼酒，撕碎一叠紫色情书，然后与一位金发女孩发生关系。
随后情节回溯到数月前的新学年开始，故事围绕劳伦、保罗和肖恩之间的三角恋展开。保罗误解了肖恩对他的关注，频频示好，然而肖恩对此毫无察觉。保罗甚至在自慰时幻想与肖恩发生性关系。与此同时，劳伦也对肖恩产生好感，尽管她一直想将第一次留给正在旅行中的男友维克多。肖恩也对劳伦心动，误以为自己开始收到的匿名紫色情书是来自劳伦。他一边读这些信件自慰，一边幻想与劳伦在一起。
保罗前往好友“迪克”家时，肖恩在“穿得就是要上床”的派对中服用了迷幻蘑菇，与劳伦的室友拉拉发生性关系。事后肖恩懊悔不已，意识到自己真正爱的是劳伦。随后揭晓，写信的人其实是另一位不知名的自助餐厅女孩；看到肖恩与拉拉离开后，她留下遺書在宿舍浴缸中割腕自杀。劳伦发现肖恩和拉拉在一起，伤心欲绝，跑到女浴室哭泣，却发现了自杀的女孩尸体，精神受到极大创伤。肖恩仍以为情书是劳伦写的，误读了遺書，认为劳伦不想再与他有任何关系。之后，劳伦决定将第一次给她的艺术史教授兰斯·劳森。但教授已婚，且担心失去终身教职，最终只让劳伦为他口交。
肖恩在多次自杀未遂后假死，劳伦因刚刚发现一具尸体，在看到肖恩假死后更加崩溃。肖恩从毒贩鲁珀特那里偷了毒品，尝试再次接近劳伦，只求能了解她，然而劳伦冷漠地告诉他：“你永远不会了解我”，随即离开。她去找刚返回校园的维克多，却发现他正在与拉拉上床，并且完全不记得她是谁，劳伦再次受到沉重打击。
保罗在发现醉酒的肖恩后试图与他谈话，重复了肖恩曾说过的话：“我只想了解你”。肖恩冷漠回应，用劳伦的话回击：“你永远不会了解我”。保罗愤怒地用雪球砸了肖恩，随即哭着跑开。肖恩查看信箱，发现情书已不再寄来。最终，他被鲁珀特及其牙买加同伙围殴。
三位主角再次出现在“世界末日”派对，情节回到片头。在看到劳伦与电影学生上楼后，肖恩终于接受自己无法拥有她，撕碎了他一直以为是劳伦写的紫色情书。影片这时揭示，肖恩其实并未如片头那样与金发女孩发生关系，而是顿悟，放下酒杯离开派对。保罗与劳伦在屋外阳台相遇，共同回顾近期的种种以及关于肖恩的回忆，两人看着肖恩骑摩托离去。肖恩开始述说他的最后独白，但话音未落，画面便切入倒放的片尾字幕，影片结束。

## 演员
- 詹姆士·范德比克 饰 肖恩·贝特曼：来自新罕布什尔州柏林的毒贩，《美國殺人魔》主角帕特里克·贝特曼的弟弟
- 香农·索萨蒙（Shannyn Sossamon） 饰 劳伦·海恩德：打算将第一次留给前男友维克多的处女
- 伊恩·桑莫哈德 饰 保罗·登顿：劳伦的双性恋前男友
- 謝茜嘉·比爾 饰 拉拉·霍勒兰：劳伦放纵的室友
- 凱特·博斯沃斯 饰 凯莉：派对上肖恩带回房间的女孩
- 基普·帕杜 饰 维克多·约翰逊：劳伦的花心前男友
- 小克利夫頓·柯林斯 饰 鲁珀特·盖斯特：情绪不稳定的毒贩
- 托马斯·伊恩·尼古拉斯 饰 米切尔·艾伦：奉承拍马、似乎崇拜粗暴维克多的同伙
- 費·唐娜薇 饰 伊芙·登顿夫人：保罗的母亲
- 埃里克·斯托尔兹 饰 兰斯·劳森先生：勾引劳伦的大学讲师
- 弗萊德·薩維奇 饰 马克：染上海洛因、欠肖恩毒资的学生
- 特蕾莎·韦曼（Theresa Wayman） 饰 食堂女孩
- 傑·巴魯契 饰 哈里：保罗的“朋友”
- 乔尔·迈克利（Joel Michaely） 饰 雷蒙德：学生
- 克莱尔·克雷默（Clare Kramer） 饰 坎迪斯：学生兼派对女孩
- 拉塞尔·萨姆斯（Russell Sams） 饰 理查德“迪克”贾里德：保罗的老朋友
- 斯伍茜·库尔茨 饰 米米·贾里德：迪克古板的母亲
- 罗恩·杰里 饰 钢琴师
- 保罗·威廉姆斯（Paul Williams） 饰 值班医生
- 卡斯柏·范狄恩 饰 帕特里克·贝特曼（拍摄了相关片段但未出现在最终剪辑版中）[6]

## 制作
本片在加利福尼亚的雷德蘭茲大學拍摄完成。
该片是首批使用 Final Cut Pro 剪辑的主流电影之一。导演罗杰·艾弗瑞（Roger Avary）使用的是 FCP 3 的测试版，透过本片成功演示了如何使用商业现货实现 3:2 下拉与 24fps 的还原匹配。艾弗瑞也因此成为 FCP 的代言人，出现在全球范围内的平面广告中。
艾弗瑞曾表示，他的目标是拍一部“面向青少年的藝術電影”。由于预算有限，导演本人自费完成了维克多欧洲之行的拍摄。他拿着一台手持摄像机，跟随演员基普·帕杜穿梭于多个国家进行拍摄，每週7天、每天24小時拍攝，演员从登上离开美国的飞机那一刻起便始终保持在角色状态中。